# Physiosphäre
Die Physiosphäre ist eine natürliche Erdsphäre. Sie umfasst die gesamte unbelebte Umwelt der globalen Biozönose, also die Gesamtheit der unbelebten Dinge innerhalb der Ökosphäre. Ein Synonym für Physiosphäre lautet Geosphäre.

## Begriff

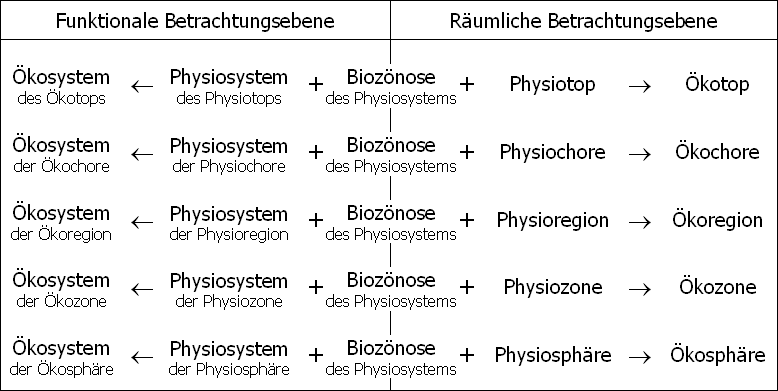
Bau von Ökosystemen in funktionaler und räumlicher Betrachtungsebene: Die abiotische Umwelt eines Ökosystems in lokaler Betrachtungsdimension heißt Physiotop. Genauso heißt die abiotische Umwelt des irdischen Ökosystems in seiner globalen Betrachtungsdimension Physiosphäre.

Der Begriff der Physiosphäre wurde im Jahr 1963 angebahnt. In diesem Jahr veröffentlichte der deutsche Geograph Ernst Neef (1908–1984) einen einflussreichen Aufsatz zu einem von ihm und seinen Schülern maßgeblich entwickelten Arbeitskonzept, dem Konzept der geographischen Betrachtungsdimensionen.
Das Konzept besagt, dass der geographische Raum (Landschaftssphäre) nach unterschiedlichen Betrachtungsdimensionen aufzugliedern ist. Denn die Größe – die Dimensionalität – des betrachteten Raums beeinflusst entscheidend die Auswahlmöglichkeit an jeweils sinnvollen geographischen Arbeitsmethoden. Die kleinsträumige Betrachtungsebene ist die lokale Betrachtungsdimension. Raumausschnitte der lokalen Betrachtungsdimension heißen Tope. Die größträumige Betrachtungsebene ist die globale Betrachtungsdimension. Größtmögliche Raumausschnitte der globalen Betrachtungsdimension heißen Sphären. Sphären umfassen den gesamten Planeten Erde. Nachdem die Raumgröße festgelegt wurde, muss noch über das Forschungsthema entschieden werden. Beides gemeinsam – also Raumgröße und Forschungsthema – führen zur endgültigen Benennung des Untersuchungsgegenstands. Beispielsweise können die Böden eines kleinen, lokal umrissenen Raumausschnitts thematisiert werden. Dann heißt der Gegenstand der Arbeit der Pedotop. Andererseits können auch die Böden der ganzen Erde, also des größtmöglichen globalen Raumumfangs, angesprochen werden. Dann wird von der Pedosphäre gesprochen.
Besonders wichtig für die Entwicklung des Physiosphäre-Begriffs erwies sich der Umstand, dass Neef in der gleichen Veröffentlichung vom Physiotop schrieb – der unbelebten Umwelt einer Biozönose in lokaler Raumdimension. Getreu der eben erläuterten Benennungsregeln folgte daraus implizit, dass es auch eine Physiosphäre der größten globalen Betrachtungsebene geben musste. Allerdings wurde 1963 die Physiosphäre explizit noch nicht von Ernst Neef erwähnt. Dennoch muss der Physiosphäre-Begriff bereits in den Folgejahren benutzt worden sein. Denn er gelangte spätestens bis 1970 sogar in den englischen Sprachraum:

„Last night we had a dialog on the biosphere, and some suggested there was also a sociosphere and a psychosphere and a physiosphere and so forth, but this is incorrect ecological thinking, because ecology is a philosophy of wholeness.“

„Letzte Nacht hatten wir ein Gespräch bezüglich der Biosphäre, und einige meinten, dass es ebenfalls eine Soziosphäre, eine Psychosphäre, eine Physiosphäre und so weiter gäbe, aber derlei entstammt falschem ökologischen Denken, denn Ökologie ist die Denkrichtung der Ganzheitlichkeit.“

Auf diese Weise geht die erste schriftliche Erwähnung von Physiosphäre wahrscheinlich zurück auf den amerikanischen Geologen William C. Peters. Ernst Neef selbst verwendete den Begriff in einer eigenen Publikation erst zwei Jahre später:

„Alle diese drei abiotischen (anorganischen) Sphären [Lithosphäre, Hydrosphäre, Atmosphäre] unterliegen strenger Naturgesetzlichkeit und sollen als Physiosphäre zusammengefasst werden.“

Noch im gleichen Jahr wurde Physiosphäre von einem weiteren deutschsprachigen Geographen wieder verwendet. Die Begriffsetablierung schritt weiter voran, als Neef kurz darauf eine wegweisende Zusammenarbeit mit anderen Fachkollegen veröffentlichte, die sich explizit mit geographischer Fachterminologie beschäftigte und in der ebenfalls die Physiosphäre auftauchte. Danach häuften sich die schriftlichen Erwähnungen merklich.
Mitte der 1980er Jahre verlor der geowissenschaftliche Physiosphäre-Begriff an Gebrauchshäufigkeit. Das lag vor allem an einem bestimmten, konkurrierenden Geosphäre-Begriff, der auf den französischen Geowissenschaftler Pierre Teilhard de Chardin zurückging und ein exaktes Synonym zur Physiosphäre darstellte. So findet sich Teilhard de Chardins Begriff zum Beispiel auch im Titel des International Geosphere-Biosphere Programme, das im Jahr 1986 ins Leben gerufen wurde und bis heute weiter betrieben wird. Der Gebrauch des geowissenschaftlichen Physiosphäre-Begriffs geriet ins Hintertreffen – obwohl Physiosphäre im Gegensatz zur Geosphäre nur eine einzige geowissenschaftliche Begriffsbedeutung besitzt, so dass Missverständnismöglichkeiten ausgeschlossen werden können.

## Inhalt und Umfang

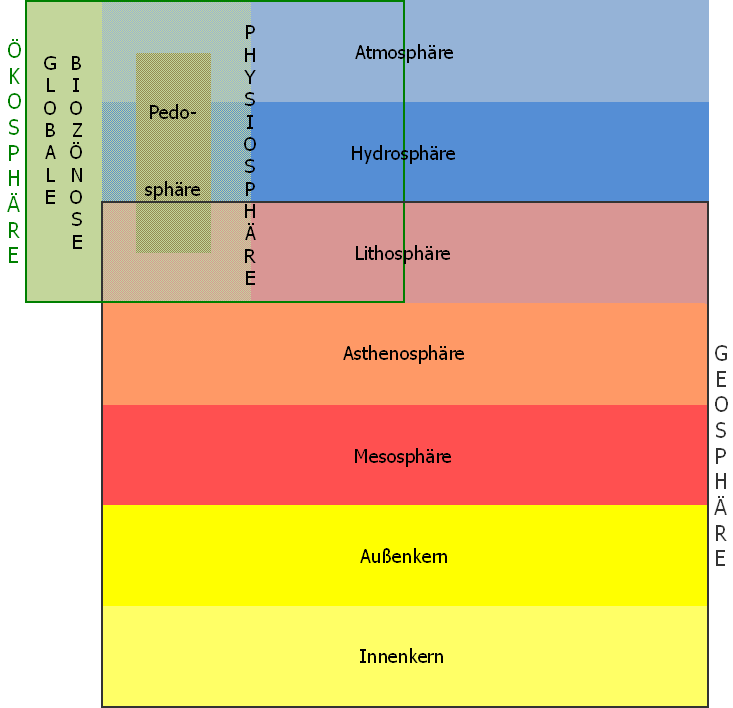
Die Physiosphäre im Verbund der Erdsphären.

Die Physiosphäre umfasst die drei natürlichen und abiotischen Erdsphären der Lithosphäre, der Hydrosphäre und der Atmosphäre. Nun reicht die Lithosphäre, als äußerer Gesteinsmantel der Erde, von den Gipfeln der höchsten Berge bis hinab zur Gutenberg-Diskontinuität, die in manchen Gebieten in über 100 km Tiefe liegen kann. Diese Tiefe wird jedoch nach heutigem Kenntnisstand noch übertroffen von der Hydrosphäre, weil Wasservorkommen sogar mit einiger Sicherheit für die Übergangszone zwischen oberem und unterem Erdmantel angenommen werden können. Die Atmosphäre ragt andererseits in die entgegengesetzte Richtung und bildet eine mehr als 100 km dicke Luftschicht, die sich schließlich in den interplanetaren Weltraum verliert.
Da die Physiosphäre alle drei dieser Erdsphären zusammenfasst, würde sie auf den ersten Blick eine gewaltige Ausdehnung besitzen. Dies ist jedoch nicht der Fall. Denn wie der Physiotop die abiotische Umwelt einer lokalen Biozönose umfasst, so umfasst die Physiosphäre die abiotische Umwelt der globalen – also der gesamten irdischen – Biozönose. Dieser globale Lebensraum ist jedoch begrenzt durch die Überlebensmöglichkeiten der irdischen Lebewesen. Denn die Lebewesen sind nicht gefeit gegen sehr extreme Temperaturen, Drücke und Strahlungswerte. Auf diese Weise endet der Lebensraum der irdischen Lebewesen ungefähr 60 km oberhalb der Erdoberfläche in der unteren Mesosphäre. Jenseits davon ist es selbst für die robustesten Mikroorganismen zu trocken und zu strahlungsreich. Der Lebensraum endet weiterhin etwa 5 km unterhalb der Erdoberfläche in der oberen Lithosphäre. Jenseits davon herrschen zu hohe Drücke und Temperaturen selbst für extrem widerstandsfähige Mikroben (→ Biosphäre – Vertikale Erstreckung).
Mit dem Vorhandensein von Lebensformen werden auch die räumlichen Grenzen ihres Lebensraums, also ihrer abiotischen Umwelt, festgelegt. Da die irdischen Lebewesen nicht oberhalb von 60 km in der Atmosphäre und unterhalb von 5 km in der Lithosphäre existieren können, endet hier zusammen mit ihrem Verbreitungsbereich auch die Physiosphäre. Beides zusammen – die irdischen Organismen in ihrer Gesamtheit und ihre gesamte unbelebte Umwelt – bilden ein gewaltiges globales Ökosystem. Dieses Ökosystem wird in seiner globalen Ausdehnung als Ökosphäre benannt:
| Physiosphäre            | \| \| ökosphärischer Abschnitt der Lithosphäre \| \| \| \| \| \| ökosphärischer Abschnitt der Hydrosphäre \| \| \| \| \| \| ökosphärischer Abschnitt der Atmosphäre \| \| Vorlage:Klade/Wartung/3 \| \| |
|                         | \| \| ökosphärischer Abschnitt der Lithosphäre \| \| \| \| \| \| ökosphärischer Abschnitt der Hydrosphäre \| \| \| \| \| \| ökosphärischer Abschnitt der Atmosphäre \| \| Vorlage:Klade/Wartung/3 \| \| |
|                         | ökosphärischer Abschnitt der Lithosphäre |
|                         | |
|                         | ökosphärischer Abschnitt der Hydrosphäre |
|                         | |
|                         | ökosphärischer Abschnitt der Atmosphäre |
| Vorlage:Klade/Wartung/3 | |

|                         | ökosphärischer Abschnitt der Lithosphäre |
|                         |                                          |
|                         | ökosphärischer Abschnitt der Hydrosphäre |
|                         |                                          |
|                         | ökosphärischer Abschnitt der Atmosphäre  |
| Vorlage:Klade/Wartung/3 |                                          |

| Physiosphäre            | \| \| ökosphärischer Abschnitt der Lithosphäre \| \| \| \| \| \| ökosphärischer Abschnitt der Hydrosphäre \| \| \| \| \| \| ökosphärischer Abschnitt der Atmosphäre \| \| Vorlage:Klade/Wartung/3 \| \| |
|                         | \| \| ökosphärischer Abschnitt der Lithosphäre \| \| \| \| \| \| ökosphärischer Abschnitt der Hydrosphäre \| \| \| \| \| \| ökosphärischer Abschnitt der Atmosphäre \| \| Vorlage:Klade/Wartung/3 \| \| |
|                         | ökosphärischer Abschnitt der Lithosphäre |
|                         | |
|                         | ökosphärischer Abschnitt der Hydrosphäre |
|                         | |
|                         | ökosphärischer Abschnitt der Atmosphäre |
| Vorlage:Klade/Wartung/3 | |

|                         | ökosphärischer Abschnitt der Lithosphäre |
|                         |                                          |
|                         | ökosphärischer Abschnitt der Hydrosphäre |
|                         |                                          |
|                         | ökosphärischer Abschnitt der Atmosphäre  |
| Vorlage:Klade/Wartung/3 |                                          |